# Rode kangoeroerat
De rode kangoeroerat (Aepyprymnus rufescens), ook wel rode ratkangoeroe, is een zoogdier uit de familie van de kangoeroeratten (Potoroidae). De wetenschappelijke naam van de soort werd voor het eerst geldig gepubliceerd door John Edward Gray in 1837. Deze soort leeft in het oosten van Australië en is de enige soort van het geslacht Aepyprymnus.

## Uiterlijk
De rode kangoeroerat heeft een lichaamslengte van 37 tot 52 cm en een staart van 35 tot 40 cm lang. Het gewicht bedraagt 1.3 tot 3.6 kg. De vacht is grijs tot roodgrijs van kleur, plaatselijk zelfs wit.

## Leefwijze
De rode kangoeroerat is een solitair levend dier. De dag wordt doorgebracht in een op de bosbodem gemaakt kegelvormig nest, gemaakt van gras en stengeltjes en tijdens de schemering en de nacht gaat dit dier op zoek naar voedsel, dat bestaat uit paddenstoelen, gras, wortels, bladeren, bloemen, zaden en kleine ongewervelden. Het enige jong verlaat na 16 weken de buidel.

## Verspreiding
De rode kangoeroerat leeft op de boomsavannes van de Australische oostkust. Het verspreidingsgebied liep oorspronkelijk van Queensland via New South Wales tot het noordoosten van Victoria. In de vallei van de rivier Murray is de soort nu verdwenen en tegenwoordig leeft de rode kangoeroerat nog van Cooktown in Queensland tot Newcastle in New South Wales.